# 稲荷坂 (横浜市)
稲荷坂（いなりざか）は、神奈川県横浜市南区にある坂。
堀割川にかかる中村橋脇の中村町5丁目から南東方向に登り、山谷の在日米軍根岸住宅地区入口まで、約350メートル続く。
坂の途中に稲荷神社（中村稲荷）があったことから、稲荷坂と呼ばれた。神社は横浜大空襲で焼失し、戦後は坂下に再建されている。
坂の頂上付近は西方向の眺望が開け、晴れた日は富士山も見ることができる。